# Apertochrysa eremita
Apertochrysa eremita is een insect uit de familie van de gaasvliegen (Chrysopidae), die tot de orde netvleugeligen (Neuroptera) behoort. 
Apertochrysa eremita is voor het eerst wetenschappelijk beschreven door Kimmins in 1955.